# Kejsarens bagare

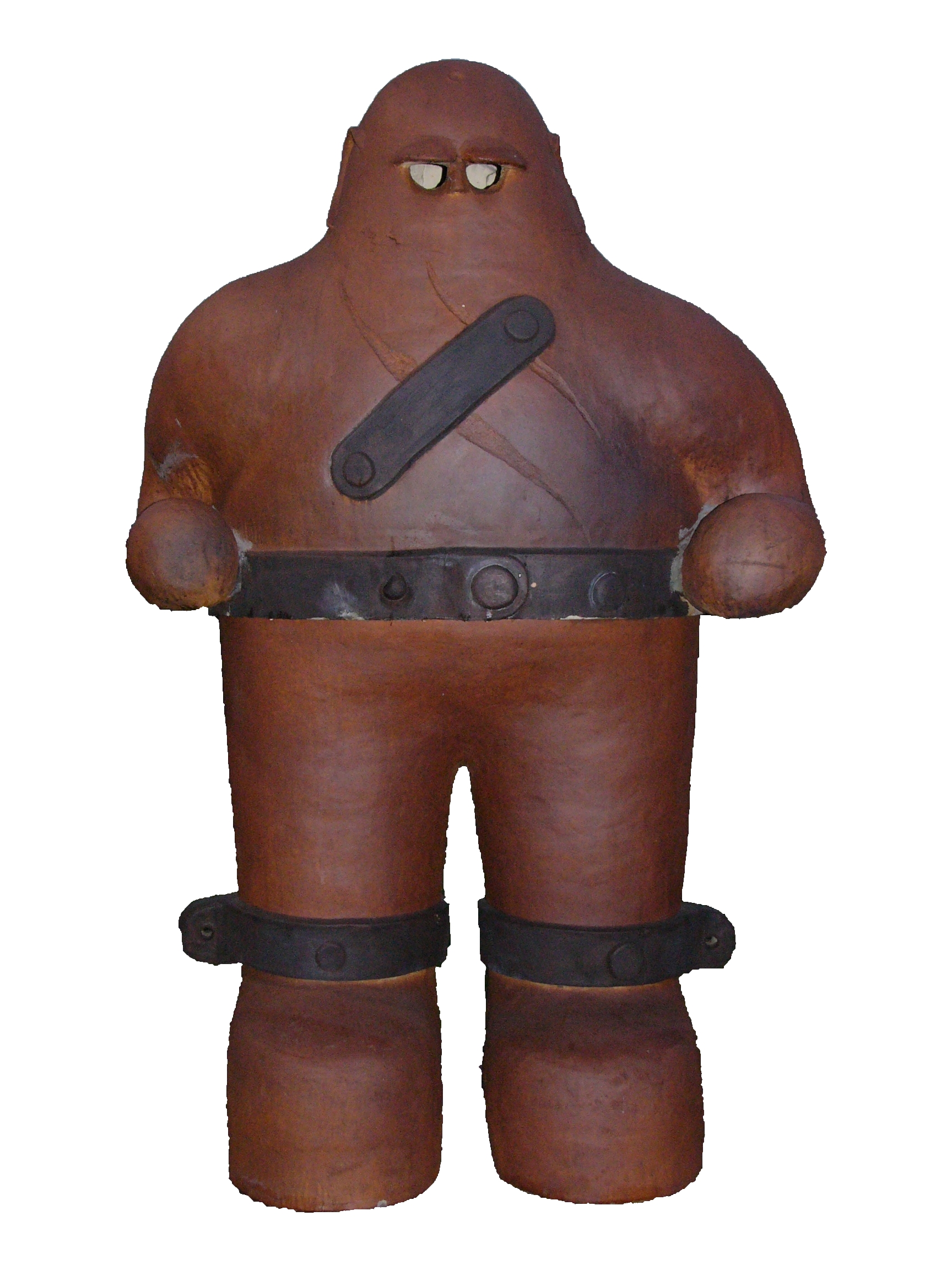
Modell av golem-varelsen från filmen.

Kejsarens bagare (Císařův pekař – Pekařův císař) är en tjeckoslovakisk komisk sagofilm från 1952 i regi av Martin Frič. Den är filmad i färgformatet Eastmancolor vilket var ovanligt i tjeckisk film vid tiden för produktionen. 

## Handling
Kejsaren Rudolf II och hans bagare byter plats med varandra medan kejsaren är på jakt efter en mystisk golem.

## Rollista, urval
- Jan Werich – Rudolf II / Matěj, bagare
- Marie Vásová – kejsarinnan Katharina Strada
- Nataša Gollová – Kateřina
- Bohuš Záhorský – Lang
- František Filipovský – hovastrologen
- František Černý – Scotta
- Václav Trégl – kejsarens tjänare
- Josef Hlinomaz – äventyraren